# LAPB

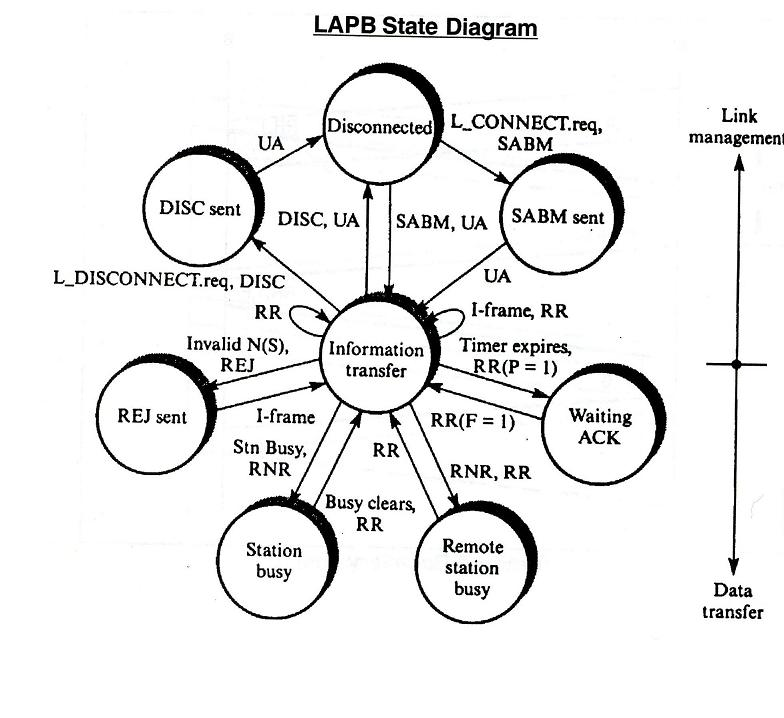
Diagrama stărilor LAPB

LAPB (acronim de la numele englez de protocol Link Access Protocol, Balanced) este un protocol din nivelul (layer) legătură de date din stiva protocolului X.25 (comutare de pachete). LAPB este un protocol orientat pe bit, derivat din HDLC, care asigură lipsa de erori a cadrelor (frame) și ordinea lor corectă.
Protocoale înrudite: ISDN, X.25, SDLC, HDLC